# 돌아메바속
돌아메바속(Thecamoeba)은 돌아메바과에 속하는 아메바류의 속이다.

## 하위 종
- 돌아메바 (Thecamoeba quadrilineata)
- 고구마돌아메바 (Thecamoeba granifera)
- 등근돌아메바 (Thecamoeba terricola)
- 콩돌아메바 (Thecamoeba similis)
- 주름돌아메바 (Thecamoeba sphaeronucleolus)